# 情報セキュリティ管理士
情報セキュリティ管理士（じょうほうせきゅりてぃかんりし）は、一般財団法人全日本情報学習振興協会が設けている民間資格の称号。以前、「情報セキュリティ検定試験」として実施されていた試験が、「情報セキュリティ管理士認定試験」としてリニューアルし、実施されている。その試験に合格した者に与えられる資格名称。

## 概説
情報セキュリティについて、それに関する知識の必要性が年々増す中、企業において業種・業務を問わず全ての社員が理解しておく必要があり、業務内容によって求められるスキルも多種多様となっている。これらを背景に、情報セキュリティに関する全般的かつ実践的な知識をもつ人材を育成することを目的として、それらに関する知識の理解度や習熟度の一つの指針となる評価制度として設定された民間資格制度にもとづく資格である。同協会主催の「情報セキュリティ管理士認定試験」の合格者に本称号が与えられる。2005年に「情報セキュリティ検定試験」として開始されたものが2011年度に再編され、現名称の資格認定制度となった。
「情報セキュリティ検定試験」では1級、2級、3級があったが、それらが再編され、「情報セキュリティ管理士認定試験」と「情報セキュリティ初級認定試験」となった。従来の情報セキュリティ検定試験1級・2級の知識が統合されたものが「情報セキュリティ管理士認定試験」に対応し、試験に合格すると、「情報セキュリティ管理士」として認定される。
主催団体はこの他にも関連資格として、個人情報保護士認定試験、企業情報管理士認定試験（旧・企業情報保護士）を主催している。

## 試験概要
試験概要については、情報セキュリティ管理士認定試験を参照。
- 受験資格に制限はなし。
- 合格点は、各単元ごとに70%以上の正答。
- 合否は、試験実施約1ヶ月後に主催団体のWEBサイトで確認できる。
- 合格率は、主催団体により、平均49.7%と公表されている。
- 主催団体は、各回試験前に「認定試験対策セミナー」を開催している。 現在は、代々木ゼミナールの本部校で実施され、その内容がサテラインゼミ（衛星生中継）にて全国23箇所に配信され、全国各地で受講できる。
- 認定試験合格者には合格証書と認定カード（認定証）が送られるほか、認定ロゴを名刺等に使用することが認められる。
- 認定カードには2年間の有効期限が記載されるが、主催団体のWEBサイトで更新することができる（有料）。

## 主催団体
- 名称：一般財団法人全日本情報学習振興協会
- 所在地：東京都千代田区神田三崎町3-7-12 清話曾ビル5階
- 事業内容：情報関連・パソコン・福祉関連の検定・講習会実施など
- 理事長：一松信（東京電機大学教授・京都大学名誉教授）